# 8684 Reichwein
A 8684 Reichwein (ideiglenes jelöléssel 1992 FO3) a Naprendszer kisbolygóövében található aszteroida. Freimut Börngen fedezte fel 1992. március 30-án.